# Serapions-Ordenen
Serapions-Ordenen er en dansk broder-orden, også kaldet et broderskab, stiftet den 2. marts 1888 på foranledning af cand.jur. Peter Rasmussen.
Serapions-Ordenen er som andre lignende brodersamfund angiveligt baseret på frimurer-tankegangen om at udvikle den enkelte broder gennem et esoterisk læresystem. Det vil sige, at gøre "hemmelig" viden og lærdom mere og mere tilgængelig for den enkelte logebroder, efterhånden som denne dels er parat hertil og dels har opnået den nødvendige viden for at gå videre i sin personlige udvikling. Serapions-Ordenen er dog ikke en frimurerorden.
Serapions-Ordenens arbejde bygger angiveligt på etiske, humanitære og filantropiske værdier, der er forankret i den kristne danske kulturarv.
Serapions-Ordenen er opkaldt efter Serapion, der var en asketisk munk i Egypten(Thebes – Thmius) i Nil-deltaet i midten af det 4. århundrede. Han ejede kun den kjortel, han gik i, en såkaldt “sindon”, og derfor kaldte man ham “sindonitten”
Serapions-Ordenen består (2010) af 21 lokale loger, fordelt på 12 i Jylland, 2 på Fyn, 6 på Sjælland og 1 på Lolland.

## Serapionsprisen
Hvert år uddeler Serapions-Ordenen en pris og en pengedonation til en person eller mindre organisation, der har udført en bemærkelsesværdig og frivillig indsats på det humanitære område. Prisen består af en skulptur, støbt i bronze, af kunstneren Poul Erland. Skulpturen symboliserer humanisme og næstekærlighed.

## Ekstern henvisning
- Serapions-Ordenen